# Giải bóng đá Hạng Nhì Quốc gia 2018
Giải bóng đá Hạng Nhì Quốc gia 2018 là mùa giải bóng đá lần thứ 22 của Giải bóng đá Hạng Nhì Quốc gia do VFF điều hành và quản lý giải đấu. Mùa giải bắt đầu từ ngày 25 tháng 4 đến ngày 15 tháng 7 năm 2018.

## Thông tin giải đấu
Liên đoàn bóng đá Việt Nam ban hành điều lệ Giải bóng đá Hạng Nhì Quốc gia 2018 vào ngày 5 tháng 4 năm 2018. Sáng ngày 12 tháng 4 năm 2018 tại quận Tân Bình - Thành phố Hồ Chí Minh, Liên đoàn bóng đá Việt Nam đã tiến hành bốc thăm, xếp lịch thi đấu cho giải bóng đá Hạng nhì Quốc gia 2018. Vòng loại sẽ diễn ra theo hai lượt; Lượt đi diễn ra từ ngày 25 tháng 4 đến ngày 25 tháng 5 năm 2018; còn lượt về diễn ra từ ngày 5 tháng 6 đến ngày 5 tháng 7 năm 2018. Vòng chung kết bao gồm 3 trận đấu diễn ra trong 4 ngày từ ngày 12 đến ngày 15 tháng 7 năm 2018.
Mùa giải này, có ba Đội bóng rút lui không tham dự giải đó là Viettel B, Quảng Ngãi và Mancons Sài Gòn. Trong khi đó, có hai Đội bóng chuyển giao cho đội bóng khác; Cà Mau đã chuyển giao cho Fishsan Khánh Hòa còn PVF đã chuyển giao cho Phố Hiến.

## Thay đổi điều lệ
Trong mùa giải này, có 13 Đội bóng chia làm hai bảng để thi đấu vòng loại. Các Đội bóng thi đấu theo thể thức vòng tròn hai lượt đi và về (sân nhà và sân đối phương) để tính điểm, xếp hạng ở mỗi bảng. Chọn hai Đội bóng có thứ hạng cao nhất ở mỗi bảng vào thi đấu Vòng chung kết. Ở vòng chung kết, Bốn đội bóng sẽ thi đấu 3 trận.
- Trận 1: 1A vs 2B
- Trận 2: 1B vs 2A
- Trận 3: Thua trận 1 vs Thua trận 2.

Hai đội thắng trận 1, 2 sẽ xếp đồng Hạng nhất giải bóng đá Hạng Nhì Quốc gia 2018. Các đội thắng trận 1, 2, 3 sẽ trực tiếp giành quyền tham dự V.League 2 mùa 2019. Không có đội bóng nào phải xuống hạng.

### Cách tính điểm, xếp hạng ở Vòng loại
Các tính điểm:
- Đội thắng: 3 điểm
- Đội hoà: 1 điểm
- Đội thua: 0 điểm

Tính tổng số điểm của các Đội đạt được để xếp thứ hạng.
Nếu có từ hai Đội trở lên bằng điểm nhau, thứ hạng các Đội sẽ được xác định như sau: trước hết sẽ tính kết quả của các trận đấu giữa các Đội đó với nhau theo thứ tự: 
- Tổng số điểm.
- Hiệu số của tổng số bàn thắng trừ tổng số bàn thua.
- Tổng số bàn thắng.
- Tổng số bàn thắng trên sân đối phương

Đội nào có chỉ số cao hơn sẽ xếp trên
Trường hợp các chỉ số trên bằng nhau, Ban tổ chức sẽ tiếp tục xét các chỉ số của tất cả các trận đấu trong giải theo thứ tự:
- Hiệu số của tổng số bàn thắng trừ tổng số bàn thua.
- Tổng số bàn thắng.
- Tổng số bàn thắng trên sân đối phương.

Đội nào có chỉ số cao hơn sẽ xếp trên.
Nếu các chỉ số vẫn bằng nhau, Ban tổ chức sẽ tổ chức bốc thăm để xác định thứ hạng của các Đội trong bảng (trong trường hợp chỉ có hai Đội có các chỉ số trên bằng nhau và còn thi đấu trên sân thì sẽ tiếp tục thi đá luân lưu 11m để xác định Đội xếp trên). Trong trường hợp việc xác định thứ hạng của các Đội bằng điểm nhau có ý nghĩa quyết định đến vị trí xếp thứ nhất, nhì hoặc xuống hạng ở mỗi bảng, Ban tổ chức có thể tổ chức thêm trận đấu loại trực tiếp (Play off) giữa các Đội để xác định thứ hạng, thời gian và địa điểm tổ chức trận đấu do BTC giải quyết định.

## Thay đổi đội bóng
Danh sách các đội bóng có sự thay đổi so với mùa giải 2017.
| Thăng hạng từ giải Hạng Ba 2017 - Bà Rịa Vũng Tàu - Nam Định B - Vĩnh Long Xuống hạng từ V.League 2 2017 - Không có Chuyển giao đội bóng - Fishan Khánh Hòa (chuyển giao từ Cà Mau) - Phố Hiến (chuyển giao từ PVF) | Xuống hạng đến giải Hạng Ba 2018 - Sanatech Khánh Hòa Thăng hạng lên V.League 2 - 2018 - Công An Nhân Dân - Bình Định - Hà Nội B Rút lui - Mancons Sài Gòn - Quảng Ngãi (thăng hạng từ giải Hạng Ba 2017) - Viettel B Giải thể - Cà Mau |

## Các đội bóng
Tham dự giải năm nay có 13 đội bóng, trong đó có 11 đội hạng Nhì Quốc gia 2017 gồm: Phù Đổng FC, PVF (chuyển giao cho Hưng Yên), Kon Tum, Lâm Đồng, Bình Thuận, Tiền Giang, Bến Tre, Long An B, An Giang, Cà Mau (chuyển giao cho Khánh Hòa) và 3 đội hạng Ba mới thăng hạng là Nam Định B, Bà Rịa Vũng Tàu, Vĩnh Long.
Mười ba Đội bóng chia làm hai bảng theo khu vực địa lý và đăng ký sân thi đấu của các Đội, cụ thể như sau:
- Bảng A: Phù Đổng FC, PVF (chuyển giao cho Hưng Yên, lấy tên gọi là Phố Hiến), Nam Định, Lâm Đồng, Kon Tum, Bình Thuận, Cà Mau (chuyển giao cho Fishsan Khánh Hòa).
- Bảng B: Bà Rịa Vũng Tàu, Tiền Giang, Bến Tre, Long An, An Giang, Vĩnh Long.

## Vòng loại

### Bảng A
| VT | Đội               | ST | T | H | B  | BT | BB | HS  | Đ  | Trình độ chuyên môn hoặc xuống hạng |
| -- | ----------------- | -- | - | - | -- | -- | -- | --- | -- | ----------------------------------- |
| 1  | Phố Hiến (Q)      | 12 | 8 | 3 | 1  | 30 | 6  | +24 | 27 | Lọt vào vòng chung kết              |
| 2  | Phù Đổng (Q)      | 12 | 8 | 3 | 1  | 26 | 6  | +20 | 27 | Lọt vào vòng chung kết              |
| 3  | Lâm Đồng          | 12 | 7 | 4 | 1  | 32 | 6  | +26 | 25 |                                     |
| 4  | Bình Thuận        | 12 | 6 | 1 | 5  | 22 | 15 | +7  | 19 |                                     |
| 5  | Kon Tum           | 12 | 4 | 2 | 6  | 23 | 29 | −6  | 14 |                                     |
| 6  | Fishsan Khánh Hòa | 12 | 1 | 1 | 10 | 17 | 54 | −37 | 4  |                                     |
| 7  | Nam Định B        | 12 | 0 | 2 | 10 | 17 | 51 | −34 | 2  |                                     |

### Bảng B
| VT | Đội                 | ST | T | H | B | BT | BB | HS  | Đ  | Trình độ chuyên môn hoặc xuống hạng |
| -- | ------------------- | -- | - | - | - | -- | -- | --- | -- | ----------------------------------- |
| 1  | Bà Rịa Vũng Tàu (Q) | 10 | 9 | 0 | 1 | 37 | 8  | +29 | 27 | Lọt vào vòng chung kết              |
| 2  | An Giang (Q)        | 10 | 7 | 1 | 2 | 21 | 11 | +10 | 22 | Lọt vào vòng chung kết              |
| 3  | Tiền Giang          | 10 | 3 | 4 | 3 | 21 | 15 | +6  | 13 |                                     |
| 4  | Bến Tre             | 10 | 3 | 2 | 5 | 14 | 26 | −12 | 11 |                                     |
| 5  | Vĩnh Long           | 10 | 2 | 2 | 6 | 13 | 24 | −11 | 8  |                                     |
| 6  | Long An B           | 10 | 0 | 3 | 7 | 11 | 33 | −22 | 3  |                                     |

## Các kết quả

### Bảng A
| Nhà \ Khách[1]    | BTH | FKH | KTU | LDO | NDI | PHI | PDO |
| Bình Thuận        |     | 3–0 | 4–2 | 0–0 | 2–0 | 0–1 | 0–1 |
| Fishsan Khánh Hòa | 1–7 |     | 3–4 | 2–4 | 5–4 | 0–3 | 0–3 |
| Kon Tum           | 2–1 | 4–0 |     | 0–2 | 1–1 | 1–1 | 1–2 |
| Lâm Đồng          | 0–1 | 8–0 | 4–1 |     | 9–1 | 1–0 | 0–0 |
| Nam Định B        | 3–4 | 5–5 | 2–5 | 0–3 |     | 1–3 | 0–3 |
| Phố Hiến          | 1–0 | 7–0 | 5–1 | 1–1 | 5–0 |     | 0–0 |
| Phù Đổng          | 4–0 | 2–1 | 4–1 | 0–0 | 6–0 | 1–3 |     |

| Đội \ Vòng đấu    | 1 | 2 | 3 | 4 | 5 | 6 | 7 | 8 | 9 | 10 | 11 | 12 | 13 | 14 |
| ----------------- | - | - | - | - | - | - | - | - | - | -- | -- | -- | -- | -- |
| Bình Thuận        | 3 | 1 | 2 | 2 | 4 | 4 | 4 | 3 | 2 | 4  | 4  | 4  | 4  | 4  |
| Fishsan Khánh Hòa | 6 | 6 | 7 | 6 | 6 | 6 | 6 | 6 | 6 | 6  | 6  | 6  | 6  | 6  |
| Kon Tum           | 2 | 5 | 5 | 5 | 5 | 5 | 5 | 5 | 5 | 5  | 5  | 5  | 5  | 5  |
| Lâm Đồng          | 4 | 2 | 1 | 1 | 1 | 1 | 2 | 4 | 3 | 1  | 3  | 3  | 3  | 3  |
| Nam Định B        | 7 | 7 | 6 | 7 | 7 | 7 | 7 | 7 | 7 | 7  | 7  | 7  | 7  | 7  |
| Phố Hiến          | 1 | 4 | 4 | 4 | 3 | 2 | 3 | 1 | 4 | 2  | 1  | 1  | 1  | 1  |
| Phù Đổng          | 5 | 3 | 3 | 3 | 2 | 3 | 1 | 2 | 1 | 3  | 2  | 2  | 2  | 2  |

|  | Nhà vô địch |  | Lọt vào vòng chung kết |  | Trận play-off xuống hạng |

### Bảng B
| Nhà \ Khách[1]                  | AGI | BRVT | BTR | LAB | TGI | PVF |
| An Giang                        |     | 1–0  | 1–2 | 1–0 | 1–0 | 3–1 |
| Bản mẫu:Fb team Bà Rịa Vũng Tàu | 3–2 |      | 3–0 | 6–1 | 3–1 | 6–1 |
| Bến Tre                         | 1–4 | 1–5  |     | 2–0 | 2–2 | 2–1 |
| Long An B                       | 3–4 | 0–5  | 2–2 |     | 3–3 | 0–0 |
| Tiền Giang                      | 0–0 | 1–2  | 5–1 | 6–1 |     | 1–1 |
| Vĩnh Long                       | 1–4 | 0–4  | 3–1 | 4–1 | 1–2 |     |

| Đội \ Vòng đấu                  | 1 | 2 | 3 | 4 | 5 | 6 | 7 | 8 | 9 | 10 |
| ------------------------------- | - | - | - | - | - | - | - | - | - | -- |
| An Giang                        | 4 | 3 | 1 | 1 | 1 | 1 | 1 | 2 | 2 | 2  |
| Bản mẫu:Fb team Bà Rịa Vũng Tàu | 1 | 1 | 2 | 2 | 2 | 2 | 2 | 1 | 1 | 1  |
| Bến Tre                         | 5 | 5 | 5 | 5 | 5 | 5 | 5 | 4 | 4 | 4  |
| Long An B                       | 6 | 6 | 6 | 6 | 6 | 6 | 6 | 6 | 6 | 6  |
| Tiền Giang                      | 3 | 2 | 3 | 3 | 3 | 3 | 3 | 3 | 3 | 3  |
| Vĩnh Long                       | 2 | 4 | 4 | 4 | 4 | 4 | 4 | 5 | 5 | 5  |

|  | Nhà vô địch |  | Lọt vào vòng chung kết |  | Trận play-off thăng hạng |

## Tiến trình mùa giải

### Bảng A
| Đội \ Vòng đấu    | 1 | 2 | 3 | 4 | 5 | 6 | 7 | 8 | 9 | 10 | 11 | 12 | 13 | 14 |
| ----------------- | - | - | - | - | - | - | - | - | - | -- | -- | -- | -- | -- |
| Bình Thuận        | D | W | W | L | L | - | W | W | W | L  | L  | L  | -  | W  |
| Fishsan Khánh Hòa | L | L | L | W | - | L | L | L | L | L  | D  | -  | L  | L  |
| Kon Tum           | W | L | L | D | L | W | - | W | L | W  | L  | L  | D  | -  |
| Lâm Đồng          | D | W | W | - | W | D | D | L | W | W  | -  | W  | D  | W  |
| Nam Định          | L | L | - | L | L | L | L | L | L | -  | D  | L  | D  | L  |
| Phố Hiến          | W | - | D | D | W | W | D | W | - | W  | W  | W  | W  | L  |
| Phù Đổng          | - | W | D | W | W | D | W | - | W | L  | W  | W  | D  | W  |

Cập nhật lần cuối: 5 tháng 7 năm 2018
Nguồn: 

### Bảng B
| Đội \ Vòng đấu           | 1 | 2 | 3 | 4 | 5 | 6 | 7 | 8 | 9 | 10 |
| ------------------------ | - | - | - | - | - | - | - | - | - | -- |
| An Giang                 | D | W | W | W | W | W | W | L | W | L  |
| Bản mẫu:Fb team Vũng Tàu | W | W | L | W | W | W | W | W | W | W  |
| Bến Tre                  | L | L | D | D | L | W | L | W | L | W  |
| Long An B                | L | L | D | L | D | L | D | L | L | L  |
| Tiền Giang               | D | W | D | D | L | L | D | W | W | L  |
| Vĩnh Long                | W | L | D | L | D | L | L | L | L | W  |

Cập nhật lần cuối: 5 tháng 7 năm 2018
Nguồn: 

## Vòng chung kết

### Trận 1
| Phố Hiến                                      | 0 - 1    | An Giang                                                                                         |
| --------------------------------------------- | -------- | ------------------------------------------------------------------------------------------------ |
| Mai Sỹ Hoàng (18) 43' · Tống Văn Hợp (13) 74' | Chi tiết | Võ Văn Công (18) 33' · Lê Trung Phẩm (5) 27' · Lê Tuấn Anh (12) 56' · Lương Thanh Sang (7) 90+5' |

An Giang được thăng hạng lên chơi tại V.League 2 mùa 2019.

### Trận 2
| Bà Rịa Vũng Tàu                                                                                   | 0-0      | Phù Đổng FC                                      |
| ------------------------------------------------------------------------------------------------- | -------- | ------------------------------------------------ |
| Nguyễn Văn Đức (97) 45' · Phạm Hồng Định (14) 49' · Trần Phi Hà (10) 60' · Trần Quốc Tuấn (8) 76' | Chi tiết | Hứa Tiến Thiêm (28) 58' · Lưu Văn Hương (20) 85' |
| Loạt sút luân lưu                                                                                 |          |                                                  |
|                                                                                                   | 2-3      |                                                  |

Phù Đổng FC được thăng hạng lên chơi tại V.League 2 mùa 2019.

### Trận 3
| Phố Hiến | 4-1      | Bà Rịa Vũng Tàu |
| --- | -------- | --- |
| Mai Sỹ Hoàng (18) 6' · Trần Bảo Toàn (34) 45+2', 78' · Huỳnh Công Đến (29) 73' · Thái Bá Sang (5) 20' · Nguyễn Khắc Khiêm (9) 35' · Lê Hải Đức (26) 80' · Phạm Văn Nam (2) 55' · Mai Sỹ Hoàng (18) 64' | Chi tiết | Trần Quốc Tuấn (8) 65' · Nguyễn Bá Đức (3) 38' · Hoàng Văn Thọ (19) 52' · Trần Đình Trấn (9) 59' · Trần Quốc Tuấn (8) 84' · Phạm Hồng Định (14) 33' 45+1' · Nguyễn Văn Thái (37) 36' 87' |

Phố Hiến được thăng hạng lên chơi tại V.League 2 mùa 2019.

## Tổng kết mùa giải
- Đội thăng hạng và giành quyền tham dự V.League 2 mùa 2019 đó là các đội An Giang, Phù Đổng FC và Phố Hiến.